# جسم و روح (فیلم ۱۹۳۱)
جسم و روح (انگلیسی: Body and Soul) فیلمی در ژانر جنگی و رمانتیک به کارگردانی آلفرد سانتل است که در سال ۱۹۳۱ منتشر شد. از بازیگران آن می‌توان به چارلز فارل، الیسا لندی، هامفری بوگارت، میرنا لوی، و دان دیلاوی اشاره کرد.